# Федин, Владимир Владимирович
Влади́мир Влади́мирович Фе́дин (род. 29 мая 1987 года, Тула, СССР) — российский дзюдоист-паралимпиец, выступающий среди спортсменов с нарушением зрения, бронзовый призёр Паралимпийских игр в Лондоне (2012 г.), участник Паралимпийских игр в Токио (2020 г.), двукратный Чемпион Европы (2011 и 2013 гг.), Чемпион мира в команде (2015 г., Ю. Корея), серебряный призер мира в команде (2014 г., США), бронзовый призер мира в команде (2018 г., Португалия), серебряный призёр чемпионата мира в личном первенстве (2018 г., Португалия). Победитель и призер различных престижных международных турниров по паралимпийскому дзюдо. Заслуженный мастер спорта России. Обладатель степени 5 ДАН дзюдо. 

## Награды
- Медаль ордена «За заслуги перед Отечеством» II степени (10 сентября 2012 года) — за большой вклад в развитие физической культуры и спорта, высокие спортивные достижения на XIV Паралимпийских летних играх 2012 года в городе Лондоне (Великобритания).[1]
- Заслуженный мастер спорта России (2012).